# Edentostomina
Edentostomina es un género de foraminífero bentónico de la familia Ophthalmidiidae, de la superfamilia Cornuspiroidea, del suborden Miliolina y del orden Miliolida. Su especie tipo es Miliolina cultrata. Su rango cronoestratigráfico abarca el Holoceno.

## Discusión
Clasificaciones más recientes incluyen Edentostomina en la superfamilia Nubecularioidea.

## Clasificación
Edentostomina incluye a las siguientes especies:
- Edentostomina bujturensis
- Edentostomina carinata
- Edentostomina cultrata
- Edentostomina durrandii
- Edentostomina elongata
- Edentostomina milletti

Otras especies consideradas en Edentostomina son:
- Edentostomina flex, de posición genérica incierta
- Edentostomina pontadensis, de posición genérica incierta
- Edentostomina pontadiana, de posición genérica incierta
- Edentostomina rupertiana, aceptado como Rupertianella rupertiana